# セフトリアキソン
セフトリアキソン（Ceftriaxone）はセフェム系の抗生物質。先発商品名はロセフィンで、日本では中外製薬が製造販売していた。第三世代セファロスポリンの一つであり、細菌の細胞壁合成を阻害して抗菌作用を発揮する。

## 概要
多数の細菌感染症に処方される抗生物質である。処方される細菌感染症は中耳炎、心内膜炎、髄膜炎、肺炎、骨と関節の感染症、腹腔内感染症、皮膚感染症、尿路感染症、淋病、骨盤腹膜炎などがある。また、手術前や咬傷後の感染症予防などにもしばし用いられる。 セフトリアキソンの投与法は点滴または筋肉注射である。
セフトリアキソンは1980年代初めにホフマン・ラ・ロシュによって発見された。WHO必須医薬品モデルリストに含まれ、最も効果的で安全な医療制度で必要とされる医薬品である。すでに特許は切れており、後発医薬品として入手できる。2014年の先進国では1投与の価格は約$0.20-$2.32米ドルである。米国での治療費は通常$25米ドル以下である。日本では中外製薬がロシュからライセンスを受けて販売していたが、特許切れに伴い販売権を2018年末までに太陽ホールディングスに売却した。

## 適応症
- 適応菌種

セフトリアキソンに感受性のあるブドウ球菌属、レンサ球菌属、肺炎球菌、淋菌、大腸菌、シトロバクター属、クレブシエラ属、エンテロバクター属、セラチア属、プロテウス属、モルガネラ・モルガニー、プロビデンシア属、インフルエンザ菌、ペプトストレプトコッカス属、バクテロイデス属、プレボテラ属（プレボテラ・ビビアを除く）
- 適応症

敗血症、咽頭・喉頭炎、扁桃炎、急性気管支炎、肺炎、肺膿瘍、膿胸、慢性呼吸器病変の二次感染、膀胱炎、腎盂腎炎、精巣上体炎（副睾丸炎）、尿道炎、子宮頸管炎、骨盤内炎症性疾患、直腸炎、腹膜炎、腹腔内膿瘍、胆嚢炎、胆管炎、バルトリン腺炎、子宮内感染、子宮付属器炎、子宮旁結合織炎、化膿性髄膜炎、角膜炎（角膜潰瘍を含む）、中耳炎、副鼻腔炎、顎骨周辺の蜂巣炎、顎炎

## 副作用
一般的な副作用は注射患部の痛みとアレルギー反応である。その他の副作用にはクロストリジウム・ディフィシル関連の下痢、溶血性貧血、胆石、てんかん発作などがある。ペニシリンによってアナフィラキシー を起こす人には勧められないがアレルギー反応が軽度な人には使用される。静脈点滴注射投与の場合、カルシウム点滴の併用は避けるべきである。セフトリアキソンは妊娠中や授乳中でも比較的安全に投与できることが暫定的に証拠づけられている。 